# Бюкс
Бюкс (от нем. Büchse — банка) или весовой стаканчик — вид лабораторной посуды, баночка с притёртой пробкой. Используется как ёмкость при исследованиях, связанных с высушиванием и взвешиванием сыпучих материалов. Конструкция бюкса позволяет произвести точное взвешивание, избежав изменения веса гигроскопичного вещества из-за абсорбции воды. При высокоточных исследованиях обычно используются стеклянные бюксы. Изготавливают также бюксы из алюминия, пластика и керамики.